# شهرستان باکا (کلرادو)
شهرستان باکا (به انگلیسی: Baca County) یک شهرستان در ایالات متحده آمریکا است که در کلرادو واقع شده‌است. شهرستان باکا ۶٬۶۲۲٫۶۴ کیلومتر مربع مساحت دارد.